# Peter Laird
Peter Laird (North Adams, 27 gennaio 1954) è un fumettista statunitense conosciuto per essere il creatore, insieme a Kevin Eastman, delle Tartarughe Ninja.